# Argentina Open 2017 - Qualificazioni singolare
Le qualificazioni del singolare dell'Argentina Open 2017 sono state un torneo di tennis preliminare per accedere alla fase finale della manifestazione. I vincitori dell'ultimo turno sono entrati di diritto nel tabellone principale. In caso di ritiro di uno o più giocatori aventi diritto a questi sono subentrati i lucky loser, ossia i giocatori che hanno perso nell'ultimo turno ma che avevano una classifica più alta rispetto agli altri partecipanti che avevano comunque perso nel turno finale.

## Teste di serie
1. Rogério Dutra da Silva (qualificato)
2. Dušan Lajović (ultimo turno)
3. Jozef Kovalík (qualificato)
4. Nicolás Kicker (primo turno)

1. Guido Andreozzi (qualificato)
2. Alessandro Giannessi (qualificato)
3. João Souza (ultimo turno)
4. Arthur De Greef (primo turno)

## Qualificati
1. Rogério Dutra da Silva
2. Alessandro Giannessi

1. Jozef Kovalík
2. Guido Andreozzi

## Tabellone

### Legenda
| - Q = Qualificato - WC = Wild card - LL = Lucky loser | - ALT = Alternate - SE = Special Exempt - PR = Protected Ranking | - w/o = Walkover - r = Ritirato - d = Squalificato |

### Sezione 1
|  | Primo turno | Primo turno            | Primo turno            | Primo turno | Primo turno |  |  | Ultimo turno | Ultimo turno           | Ultimo turno           | Ultimo turno | Ultimo turno |  |
|  |             |                        |                        |             |             |  |  |              |                        |                        |              |              |  |
|  | 1           | Rogério Dutra da Silva | Rogério Dutra da Silva | 6           | 6           |  |  |              |                        |                        |              |              |  |
|  | WC          | Federico Coria         | Federico Coria         | 2           | 0           |  |  | 1            | Rogério Dutra da Silva | Rogério Dutra da Silva | 6            | 6            |  |
|  | Alt         | Marco Cecchinato       | Marco Cecchinato       | 6(1)        | 3           |  |  | 7            | João Souza             | João Souza             | 2            | 2            |  |
|  | 7           | João Souza             | João Souza             | 7           | 6           |  |  |              |                        |                        |              |              |  |

### Sezione 2
|  | Primo turno | Primo turno             | Primo turno             | Primo turno | Primo turno |  |  | Ultimo turno | Ultimo turno         | Ultimo turno | Ultimo turno | Ultimo turno |  |
|  |             |                         |                         |             |             |  |  |              |                      |              |              |              |  |
|  | 2           | Dušan Lajović           | Dušan Lajović           | 6           | 6           |  |  |              |                      |              |              |              |  |
|  | PR          | Simone Bolelli          | Simone Bolelli          | 1           | 4           |  |  | 2            | Dušan Lajović        | 3            | 6            | 1            |  |
|  |             | Roberto Carballés Baena | Roberto Carballés Baena | 4           | 4           |  |  | 6            | Alessandro Giannessi | 6            | 3            | 6            |  |
|  | 6           | Alessandro Giannessi    | Alessandro Giannessi    | 6           | 6           |  |  |              |                      |              |              |              |  |

### Sezione 3
|  | Primo turno | Primo turno           | Primo turno           | Primo turno | Primo turno |  |  | Ultimo turno | Ultimo turno          | Ultimo turno | Ultimo turno | Ultimo turno |  |
|  |             |                       |                       |             |             |  |  |              |                       |              |              |              |  |
|  | 3           | Jozef Kovalík         | Jozef Kovalík         | 5           |             |  |  |              |                       |              |              |              |  |
|  |             | Andrej Martin         | Andrej Martin         | 2           | r           |  |  | 3            | Jozef Kovalík         | 6            | 1            | 6            |  |
|  |             | Rubén Ramírez Hidalgo | Rubén Ramírez Hidalgo | 6           | 6           |  |  |              | Rubén Ramírez Hidalgo | 3            | 6            | 4            |  |
|  | 8           | Arthur De Greef       | Arthur De Greef       | 4           | 2           |  |  |              |                       |              |              |              |  |

### Sezione 4
|  | Primo turno | Primo turno       | Primo turno       | Primo turno | Primo turno |  |  | Ultimo turno | Ultimo turno    | Ultimo turno    | Ultimo turno | Ultimo turno |  |
|  |             |                   |                   |             |             |  |  |              |                 |                 |              |              |  |
|  | 4           | Nicolás Kicker    | 3                 | 6           | 3           |  |  |              |                 |                 |              |              |  |
|  |             | Máximo González   | 6                 | 1           | 6           |  |  |              | Máximo González | Máximo González | 0            | 4            |  |
|  | WC          | Manuel Peña López | Manuel Peña López | 4           | 2           |  |  | 5            | Guido Andreozzi | Guido Andreozzi | 6            | 6            |  |
|  | 5           | Guido Andreozzi   | Guido Andreozzi   | 6           | 6           |  |  |              |                 |                 |              |              |  |